# Billboard.biz
Billboard.biz é uma extensão on-line da revista Billboard, é a fonte da indústria de estreias dos Estados Unidos. Ele também abrange todos os aspectos do espaço de entretenimento no que se refere a todos os comerciantes de marcas e agências de publicidade de gravadoras e operadoras de telefone celular. E está sediada em Nova Iorque, com escritórios em Londres, Los Angeles, Miami, Nashville, Washington, DC e Denver, e o editorial possui correspondentes nas principais cidades ao redor do globo.